# Almudena Gallardo Vicente
Almudena Gallardo Vicente, španska lokostrelka, * 26. marec 1979, Madrid.
Sodelovala je na lokostrelskem delu poletnih olimpijskih igrah leta 2004, kjer je osvojila 13. mesto v individualni konkurenci.